# Liste de sondages sur les primaires présidentielles du Parti républicain de 2024
Pour un article plus général, voir Liste de sondages sur l'élection présidentielle américaine de 2024.
 (avril 2023).
Si vous disposez d'ouvrages ou d'articles de référence ou si vous connaissez des sites web de qualité traitant du thème abordé ici, merci de compléter l'article en donnant les références utiles à sa vérifiabilité et en les liant à la section « Notes et références ».
Cette page dresse la liste des sondages d'opinions à échelle nationale relatifs aux primaires présidentielles du Parti républicain américain de 2024. Il reprend une série d'enquêtes menées à l'échelle nationale ainsi que dans des États pris individuellement.

## Sondages nationaux

### Agrégateurs de sondages
| Institut          |        |          |          |        |            |           |        | Marge         |
| Institut          | Burgum | Christie | DeSantis | Haley  | Hutchinson | Ramaswamy | Trump  | Marge         |
| ----------------- | ------ | -------- | -------- | ------ | ---------- | --------- | ------ | ------------- |
| 270towin          | 0,6 %  | 2,2 %    | 12,6 %   | 11,0 % | 1,0 %      | 5,0 %     | 60,6 % | Trump +48,0 % |
| FiveThirtyEight   | 0,9 %  | 2,7 %    | 12,6 %   | 10,0 % | 0,7 %      | 4,9 %     | 60,3 % | Trump +47,7 % |
| Race to the WH    | 0,7 %  | 2,5 %    | 12,6 %   | 9,8 %  | 0,7 %      | 5,6 %     | 61,3 % | Trump +48,7 % |
| RealClearPolitics | 0,8 %  | 2,5 %    | 13,5 %   | 10,5 % | 0,4 %      | 4,7 %     | 59,8 % | Trump +46,3 % |

### 2023
| Emerson | 20/11 | 1 % | 3 % | 8 %  | 9 %  | 1 % |     | 5 %  |     | 64 % |
| Morning Consult | 19/11 | 1 % | 3 % | 13 % | 9 %  | 1 % |     | 7 %  |     | 66 % |
| The Messenger/HarrisX | 19/11 | 1 % | 2 % | 11 % | 10 % | 0 % |     | 4 %  |     | 62 % |
| Harvard-Harris | 16/11 | —   | 3 % | 9 %  | 8 %  | —   |     | 5 %  |     | 67 % |
| YouGov/Economist | 14/11 | 0 % | 0 % | 19 % | 9 %  | 0 % |     | 4 %  |     | 57 % |
| NBC News | 14/11 | 1 % | 3 % | 18 % | 13 % | 1 % |     | 3 %  |     | 58 % |
| Fox News | 14/11 | 0 % | 3 % | 14 % | 11 % | 1 % |     | 7 %  |     | 62 % |
| Quinnipiac | 13/11 | 1 % | 2 % | 16 % | 9 %  | 0 % |     | 4 %  |     | 64 % |
| YouGov/Yahoo | 13/11 | 0 % | 2 % | 15 % | 10 % | 0 % |     | 5 %  |     | 54 % |
| Morning Consult | 12/11 | 1 % | 2 % | 14 % | 9 %  | 1 % |     | 6 %  |     | 64 % |
| Marquette | 07/11 | 0 % | 1 % | 12 % | 12 % | —   |     | 4 %  |     | 54 % |
| Trafalgar | 05/11 | 3 % | 5 % | 13 % | 15 % | 0 % |     | 4 %  |     | 50 % |
| Morning Consult | 05/11 | 0 % | 3 % | 15 % | 8 %  | 0 % |     | 7 %  |     | 63 % |
| I&I/TIPP | 03/11 | 1 % | 3 % | 13 % | 5 %  | 0 % |     | 7 %  |     | 60 % |
| YouGov/CBS News | 03/11 | 1 % | 2 % | 18 % | 9 %  | 1 % |     | 5 %  |     | 61 % |
| The Messenger/HarrisX | 02/11 | 1 % | 1 % | 12 % | 7 %  | 1 % |     | 6 %  |     | 62 % |
| CNN | 02/11 | 0 % | 2 % | 17 % | 10 % | 1 % |     | 4 %  |     | 61 % |
| YouGov/Economist | 31/10 | 0 % | 1 % | 17 % | 8 %  | 1 % |     | 5 %  |     | 56 % |
| Rasmussen Reports | 31/10 | 0 % | 5 % | 12 % | 9 %  | 1 % |     | 3 %  |     | 50 % |
| Morning Consult | 29/10 | 1 % | 3 % | 13 % | 7 %  | 0 % |     | 7 %  |     | 61 % |
| Quinnipiac | 29/10 | 1 % | 3 % | 15 % | 8 %  | 0 % |     | 3 %  |     | 64 % |
| The Messenger/HarrisX | 23/10 | 1 % | 2 % | 11 % | 6 %  | 1 % |     | 5 %  |     | 61 % |
| Suffolk | 22/10 | 1 % | 1 % | 12 % | 11 % | 1 % |     | 3 %  |     | 58 % |
| Morning Consult | 22/10 | 0 % | 2 % | 13 % | 7 %  | 1 % |     | 6 %  |     | 62 % |
| Harvard-Harris | 19/10 | 0 % | 2 % | 11 % | 7 %  | 0 % |     | 6 %  |     | 60 % |
| Emerson | 17/10 | 1 % | 4 % | 8 %  | 8 %  | 1 % |     | 3 %  |     | 59 % |
| YouGov/Yahoo | 16/10 | 1 % | 3 % | 16 % | 9 %  | 0 % |     | 2 %  |     | 56 % |
| Morning Consult | 15/10 | 1 % | 3 % | 14 % | 7 %  | 1 % |     | 7 %  |     | 59 % |
| Fox News | 09/10 | 0 % | 3 % | 13 % | 10 % | 1 % |     | 7 %  |     | 59 % |
| CNN | 09/10 | 1 % | 2 % | 17 % | 8 %  | 0 % |     | 4 %  |     | 58 % |
| The Messenger/HarrisX | 08/10 | 1 % | 2 % | 14 % | 6 %  | 0 % |     | 7 %  |     | 58 % |
| Morning Consult | 08/10 | 1 % | 3 % | 12 % | 6 %  | 0 % |     | 9 %  |     | 61 % |
| SurveyUSA | 03/10 | 1 % | 3 % | 9 %  | 5 %  | —   |     | 8 %  |     | 65 % |
| YouGov/Economist | 03/10 | 1 % | 1 % | 13 % | 7 %  | 0 % |     | 4 %  |     | 58 % |
| Morning Consult | 01/10 | 1 % | 3 % | 13 % | 7 %  | 0 % |     | 7 %  |     | 61 % |
| InsiderAdvantage | 30/09 | 1 % | 5 % | 15 % | 14 % | 1 % |     | 3 %  |     | 50 % |
| The Messenger/HarrisX | 29/09 | 1 % | 1 % | 11 % | 7 %  | 0 % |     | 8 %  |     | 56 % |
| I&I/TIPP | 29/09 | 0 % | 3 % | 13 % | 6 %  | 1 % |     | 7 %  |     | 54 % |
| New York Post | 28/09 | —   | —   | 10 % | 6 %  | —   |     | 7 %  |     | 62 % |
| Morning Consult | 28/09 | 1 % | 3 % | 12 % | 5 %  | 1 % |     | 7 %  |     | 63 % |
| YouGov/Economist | 26/09 | 0 % | 2 % | 14 % | 7 %  | 0 % |     | 5 %  |     | 53 % |
| Morning Consult | 24/09 | 1 % | 2 % | 15 % | 7 %  | 1 % |     | 9 %  |     | 58 % |
| Marquette | 24/09 | 0 % | 1 % | 12 % | 6 %  | —   |     | 4 %  |     | 56 % |
| Monmouth | 24/09 | 1 % | 2 % | 17 % | 7 %  | 1 % |     | 4 %  |     | 55 % |
| Trafalgar | 21/09 | 3 % | 3 % | 14 % | 4 %  | 0 % |     | 6 %  |     | 56 % |
| ABC News | 20/09 | 0 % | 3 % | 15 % | 7 %  | 0 % |     | 3 %  |     | 54 % |
| NBC News | 19/09 | 0 % | 4 % | 16 % | 7 %  | 1 % |     | 2 %  |     | 59 % |
| Emerson | 19/09 | 1 % | 5 % | 12 % | 3 %  | 1 % |     | 7 %  |     | 59 % |
| The Messenger/HarrisX | 19/09 | 1 % | 2 % | 14 % | 5 %  | 1 % |     | 5 %  |     | 56 % |
| YouGov/Yahoo | 18/09 | 1 % | 1 % | 13 % | 5 %  | 0 % |     | 5 %  |     | 59 % |
| Morning Consult | 17/09 | 0 % | 2 % | 13 % | 6 %  | 1 % |     | 10 % |     | 59 % |
| Harvard-Harris | 14/09 | 0 % | 2 % | 10 % | 6 %  | 0 % |     | 8 %  |     | 57 % |
| YouGov/Economist | 14/09 | 0 % | 2 % | 16 % | 6 %  | 0 % |     | 6 %  |     | 55 % |
| Reuters/Ipsos | 14/09 | 0 % | 2 % | 14 % | 4 %  | 0 % |     | 13 % |     | 51 % |
| Fox News | 12/09 | 0 % | 2 % | 13 % | 5 %  | 0 % |     | 11 % |     | 60 % |
| Quinnipiac | 11/09 | 0 % | 2 % | 12 % | 5 %  | 1 % |     | 6 %  |     | 62 % |
| The Messenger/HarrisX | 11/09 | 0 % | 2 % | 11 % | 4 %  | 0 % |     | 7 %  |     | 59 % |
| Morning Consult | 10/09 | 0 % | 3 % | 14 % | 6 %  | 0 % |     | 9 %  |     | 57 % |
| I&I/TIPP | 01/09 | 0 % | 1 % | 11 % | 3 %  | 0 % |     | 9 %  |     | 60 % |
| Rasmussen Reports | 31/08 | 0 % | 9 % | 9 %  | 7 %  | 0 % |     | 5 %  |     | 45 % |
| CNN | 31/08 | 1 % | 2 % | 18 % | 7 %  | 0 % |     | 6 %  |     | 52 % |
| Wall Street Journal | 30/08 | 1 % | 3 % | 13 % | 8 %  | 1 % |     | 5 %  |     | 59 % |
| Morning Consult | 29/08 | 0 % | 3 % | 15 % | 5 %  | 1 % |     | 8 %  |     | 60 % |
| YouGov/Economist | 29/08 | 0 % | 2 % | 16 % | 4 %  | 0 % |     | 6 %  |     | 52 % |
| Morning Consult | 24/08 | 0 % | 3 % | 14 % | 5 %  | 1 % |     | 10 % |     | 58 % |
| Emerson | 26/08 | 1 % | 5 % | 12 % | 7 %  | 1 % |     | 9 %  |     | 50 % |
| The Messenger/HarrisX | 26/08 | 0 % | 2 % | 14 % | 3 %  | 0 % |     | 8 %  |     | 59 % |
| Reuters/Ipsos | 25/08 | 0 % | 1 % | 13 % | 4 %  | 0 % | 6 % | 5 %  | 1 % | 52 % |
| InsiderAdvantage | 24/08 | 1 % | 4 % | 18 % | 11 % | 1 % | 2 % | 7 %  | 3 % | 45 % |
| Morning Consult | 24/08 | 0 % | 4 % | 14 % | 3 %  | 0 % | 6 % | 11 % | 3 % | 58 % |
| New York Post | 24/08 | —   | 1 % | 9 %  | 2 %  | —   | 5 % | 5 %  | 3 % | 61 % |
| Premier débat à Milwaukee avec Doug Burgum, Chris Christie, Ron DeSantis, Nikki Haley, Asa Hutchinson, Mike Pence, Vivek Ramaswamy et Tim Scott (23/08). |       |     |     |      |      |     |     |      |     |      |
| YouGov/Yahoo | 21/08 | 1 % | 2 % | 12 % | 3 %  | 0 % | 2 % | 8 %  | 4 % | 52 % |
| InsiderAdvantage | 20/08 | 1 % | 4 % | 10 % | 5 %  | 2 % | 3 % | 6 %  | 3 % | 51 % |
| Morning Consult | 20/08 | 0 % | 3 % | 14 % | 3 %  | 1 % | 6 % | 10 % | 3 % | 58 % |
| YouGov/CBS News | 18/08 | 1 % | 2 % | 16 % | 2 %  | 1 % | 5 % | 7 %  | 3 % | 62 % |
| Emerson | 17/08 | 1 % | 3 % | 10 % | 2 %  | 1 % | 3 % | 10 % | 2 % | 56 % |
| Fox News | 16/08 | 1 % | 3 % | 16 % | 4 %  | 0 % | 5 % | 11 % | 3 % | 53 % |
| Trafalgar | 16/08 | 0 % | 5 % | 17 % | 4 %  | 1 % | 5 % | 4 %  | 4 % | 55 % |
| Quinnipiac | 15/08 | 0 % | 3 % | 18 % | 3 %  | 1 % | 4 % | 5 %  | 3 % | 57 % |
| YouGov/Economist | 15/08 | 0 % | 2 % | 16 % | 3 %  | 0 % | 3 % | 4 %  | 3 % | 55 % |
| Morning Consult | 13/08 | 1 % | 3 % | 16 % | 3 %  | 1 % | 7 % | 9 %  | 3 % | 57 % |
| Fairleigh Dickinson | 07/08 | 1 % | 5 % | 15 % | 3 %  | 0 % | 5 % | 3 %  | 2 % | 58 % |
| I&I/TIPP | 06/08 | 0 % | 1 % | 12 % | 4 %  | 0 % | 5 % | 8 %  | 2 % | 57 % |
| Reuters/Ipsos | 06/08 | 0 % | 0 % | 13 % | 5 %  | 1 % | 8 % | 7 %  | 2 % | 47 % |
| Cygnal | 06/08 | 0 % | 2 % | 10 % | 3 %  | 0 % | 7 % | 11 % | 3 % | 53 % |
| Morning Consult | 06/08 | 0 % | 3 % | 16 % | 3 %  | 1 % | 6 % | 8 %  | 3 % | 59 % |
| Morning Consult | 30/07 | 1 % | 3 % | 15 % | 3 %  | 0 % | 7 % | 9 %  | 3 % | 58 % |
| Siena/NY Times | 27/07 | 0 % | 2 % | 17 % | 3 %  | 0 % | 3 % | 2 %  | 3 % | 54 % |
| YouGov/Economist | 25/07 | 0 % | 1 % | 18 % | 3 %  | 0 % | 3 % | 6 %  | 3 % | 54 % |
| Morning Consult | 23/07 | 1 % | 2 % | 16 % | 4 %  | 0 % | 6 % | 8 %  | 2 % | 59 % |
| Rasmussen Reports | 20/07 | —   | 5 % | 13 % | 4 %  | 4 % | 5 % | 3 %  | 4 % | 57 % |
| Harvard-Harris | 20/07 | 1 % | 2 % | 12 % | 4 %  | 1 % | 7 % | 10 % | 2 % | 52 % |
| Monmouth | 19/07 | 1 % | 3 % | 22 % | 3 %  | 0 % | 3 % | 5 %  | 3 % | 54 % |
| Quinnipiac | 17/07 | 0 % | 3 % | 25 % | 4 %  | 0 % | 4 % | 2 %  | 3 % | 54 % |
| YouGov/Yahoo | 17/07 | 1 % | 1 % | 23 % | 3 %  | 0 % | 3 % | 3 %  | 4 % | 48 % |
| Morning Consult | 16/07 | 0 % | 2 % | 20 % | 4 %  | 0 % | 7 % | 8 %  | 3 % | 55 % |
| Reuters/Ipsos | 15/07 | 0 % | 3 % | 19 % | 3 %  | 0 % | 7%  | 9 %  | 2 % | 47 % |
| Marquette | 12/07 | 1 % | 1 % | 22 % | 6 %  | 1 % | 7 % | 1 %  | 4 % | 46 % |
| YouGov/Economist | 11/07 | 0 % | 2 % | 22 % | 3 %  | 0 % | 5 % | 2 %  | 3 % | 48 % |
| I&I/TIPP | 09/07 | 0 % | 2 % | 14 % | 3 %  | 1 % | 7 % | 7 %  | 3 % | 53 % |
| Morning Consult | 09/07 | 0 % | 3 % | 17 % | 3 %  | 1 % | 7 % | 8 %  | 3 % | 56 % |
| Fox News | 26/06 | 0 % | 1 % | 22 % | 3 %  | 1 % | 4 % | 5 %  | 4 % | 56 % |
| Will Hurd annonce être candidat (22/06). |       |     |     |      |      |     |     |      |     |      |
| Emerson | 20/06 | 1 % | 2 % | 21 % | 4 %  | 1 % | 6 % | 2 %  | 2 % | 59 % |
| NBC News | 20/06 | 0 % | 5 % | 22 % | 4 %  | 2 % | 7 % | 3 %  | 3 % | 51 % |
| YouGov/Yahoo | 20/06 | 0 % | 3 % | 24 % | 2 %  | 0 % | 5 % | 2 %  | 4 % | 48 % |
| Harvard-Harris | 15/06 | 0 % | 2 % | 14 % | 4 %  | 0 % | 8 % | 3 %  | 2 % | 59 % |
| CNN | 15/06 | 0 % | 3 % | 26 % | 5 %  | 1 % | 9 % | 1 %  | 4 % | 47 % |
| The Messenger/HarrisX | 15/06 | 0 % | 2 % | 17 % | 3 %  | 1 % | 6 % | 2 %  | 4 % | 53 % |
| Francis Suarez annonce être candidat (14/06). |       |     |     |      |      |     |     |      |     |      |
| YouGov/Economist | 13/06 | —   | 2 % | 21 % | 4 %  | —   | 4 % | 1 %  | 3 % | 51 % |
| Reuters/Ipsos | 12/06 | 1 % | 2 % | 22 % | 3 %  | 0 % | 7 % | 3 %  | 2 % | 43 % |
| Quinnipiac | 12/06 | 0 % | 4 % | 23 % | 4 %  | 1 % | 4 % | 3 %  | 4 % | 53 % |
| YouGov/CBS News | 10/06 | 1 % | 1 % | 23 % | 3 %  | 1 % | 4 % | 1 %  | 4 % | 61 % |
| Suffolk | 09/06 | 0 % | 2 % | 23 % | 4 %  | 1 % | 4 % | —    | 6 % | 48 % |
| Doug Burgum annonce être candidat (07/06). |       |     |     |      |      |     |     |      |     |      |
| Chris Christie annonce être candidat (06/06). |       |     |     |      |      |     |     |      |     |      |
| Mike Pence annonce être candidat (05/06). |       |     |     |      |      |     |     |      |     |      |
| I&I/TIPP | 02/06 | —   | 1 % | 19 % | 3 %  | 1 % | 6 % | 2 %  | 3 % | 55 % |
| Ron DeSantis annonce être candidat (24/05). |       |     |     |      |      |     |     |      |     |      |
| Fox News | 22/05 | —   | 0 % | 20 % | 4 %  | 0 % | 5 % | 4 %  | 2 % | 53 % |
| Quinnipiac | 22/05 | —   | 2 % | 25 % | 3 %  | 0 % | 2 % | 1 %  | 2 % | 56 % |
| CNN | 20/05 | 1 % | 2 % | 26 % | 6 %  | 1 % | 6 % | 1 %  | 2 % | 53 % |
| Tim Scott annonce être candidat (19/05). |       |     |     |      |      |     |     |      |     |      |
| Harvard-Harris | 18/05 | —   | —   | 16 % | 4 %  | 1 % | 4 % | 4 %  | 1 % | 58 % |
| Marquette | 18/05 | —   | 0 % | 25 % | 5 %  | 0 % | 2 % | 3 %  | 1 % | 46 % |
| Rasmussen Reports | 15/05 | —   | —   | 17 % | 5 %  | 3 % | 6 % | 2 %  | —   | 62 % |
| Reuters/Ipsos | 15/05 | —   | 1 % | 21 % | 4 %  | 0 % | 5 % | 4 %  | 1 % | 49 % |
| I&I/TIPP | 05/05 | —   | 0 % | 17 % | 4 %  | 1 % | 6 % | 4 %  | 2 % | 55 % |
| ABC News | 03/05 | —   | —   | 25 % | 6 %  | 1 % | 6 % | —    | 4 % | 53 % |
| YouGov/CBS News | 29/04 | —   | 2 % | 22 % | 4 %  | 1 % | 5 % | 5 %  | 1 % | 58 % |
| Emerson | 25/04 | —   | 2 % | 16 % | 3 %  | 2 % | 7 % | 3 %  | —   | 62 % |
| Fox News | 24/04 | —   | 1 % | 21 % | 4 %  | 0 % | 6 % | 3 %  | 2 % | 53 % |
| Reuters/Ipsos | 24/04 | —   | 0 % | 23 % | 3 %  | 0 % | 6 % | 2 %  | —   | 49 % |
| Larry Elder annonce être candidat (20/04). |       |     |     |      |      |     |     |      |     |      |
| Cygnal | 20/04 | —   | —   | 26 % | 5 %  | 1 % | 5 % | 2 %  | 2 % | 46 % |
| Harvard-Harris | 19/04 | —   | —   | 20 % | 4 %  | 0 % | 7 % | 2 %  | 1 % | 55 % |
| NBC News | 18/04 | —   | —   | 31 % | 3 %  | 3 % | 6 % | 2 %  | 3 % | 46 % |
| Wall Street Journal | 17/04 | —   | 0 % | 24 % | 5 %  | 0 % | 1 % | 2 %  | 3 % | 38 % |
| Tim Scott annonce la création d'un comité exploratoire en vue d'une candidature (12/04).                                                                 |       |     |     |      |      |     |     |      |     |      |
| Reuters/Ipsos | 06/04 | —   | 0 % | 21 % | 1 %  | 1 % | 4 % | 1 %  | —   | 58 % |
| Reuters/Ipsos | 04/04 | —   | 2 % | 19 % | 6 %  | —   | 5 % | —    | —   | 48 % |
| Asa Hutchinson annonce être candidat (02/04). |       |     |     |      |      |     |     |      |     |      |
| Trafalgar | 02/04 | —   | —   | 23 % | 4 %  | —   | 4 % | 1 %  | 1 % | 56 % |
| InsiderAdvantage | 01/04 | —   | 2 % | 24 % | 5 %  | —   | 4 % | 1 %  | 0 % | 57 % |
| YouGov/Yahoo | 31/03 | —   | 2 % | 21 % | 5 %  | —   | 3 % | 1 %  | —   | 52 % |
| I&I/TIPP | 31/03 | —   | 1 % | 23 % | 4 %  | —   | 5 % | 1 %  | —   | 47 % |
| Cygnal | 27/03 | —   | —   | 29 % | 4 %  | —   | 6 % | 1 %  | 1 % | 42 % |
| Fox News | 27/03 | —   | 1 % | 24 % | 3 %  | 1 % | 6 % | 1 %  | 0 % | 54 % |
| Quinnipiac | 27/03 | —   | 1 % | 33 % | 4 %  | 0 % | 5 % | 1 %  | 1 % | 47 % |
| Harvard-Harris | 23/03 | —   | —   | 24 % | 5 %  | —   | 7 % | 0 %  | 2 % | 50 % |
| Trafalgar | 23/03 | —   | —   | 30 % | 5 %  | —   | 5 % | 0 %  | 1 % | 44 % |
| Marquette | 22/03 | —   | 0 % | 35 % | 5 %  | 0 % | 5 % | —    | 0 % | 40 % |
| Monmouth | 20/03 | —   | —   | 36 % | 6 %  | —   | 7 % | —    | —   | 44 % |
| YouGov/Yahoo | 20/03 | —   | 1 % | 28 % | 5 %  | —   | 4 % | —    | —   | 44 % |
| Reuters/Ipsos | 20/03 | —   | —   | 30 % | 3 %  | —   | 5 % | —    | —   | 44 % |
| Trafalgar | 19/03 | —   | —   | 32 % | 5 %  | —   | 5 % | 1 %  | 2 % | 44 % |
| Quinnipiac | 13/03 | —   | 1 % | 32 % | 5 %  | 0 % | 3 % | 0 %  | 1 % | 46 % |
| CNN | 12/03 | —   | —   | 39 % | 7 %  | 1 % | 6 % | —    | 2 % | 37 % |
| I&I/TIPP | 03/03 | —   | 0 % | 22 % | 4 %  | —   | 7 % | 1 %  | —   | 51 % |
| Perry Johnson annonce être candidat (02/03). |       |     |     |      |      |     |     |      |     |      |
| YouGov/Yahoo | 27/02 | —   | 0 % | 29 % | 4 %  | —   | 2 % | —    | —   | 45 % |
| Emerson | 25/02 | —   | —   | 25 % | 5 %  | —   | 8 % | —    | —   | 55 % |
| Susquehanna | 24/02 | —   | —   | 27 % | 10 % | —   | 6 % | —    | 1 % | 29 % |
| Fox News | 22/02 | —   | —   | 28 % | 7 %  | 0 % | 7 % | —    | 1 % | 43 % |
| Vivek Ramaswamy annonce être candidat (21/02). |       |     |     |      |      |     |     |      |     |      |
| Harvard-Harris | 16/02 | —   | —   | 23 % | 6 %  | —   | 7 % | —    | 1 % | 46 % |
| Nikki Haley annonce être candidate (14/02). |       |     |     |      |      |     |     |      |     |      |
| Quinnipiac | 14/02 | —   | —   | 36 % | 5 %  | 0 % | 4 % | —    | 1 % | 42 % |
| Reuters/Ipsos | 13/02 | —   | —   | 31 % | 4 %  | —   | 7 % | —    | —   | 43 % |
| YouGov/Economist | 07/02 | —   | —   | 32 % | 5 %  | —   | 8 % | —    | —   | 42 % |
| YouGov/Yahoo | 06/02 | —   | 2 % | 35 % | 5 %  | —   | 4 % | —    | —   | 37 % |
| I&I/TIPP | 03/02 | —   | 1 % | 27 % | 1 %  | —   | 7 % | —    | —   | 50 % |
| Emerson | 21/01 | —   | —   | 29 % | 3 %  | —   | 6 % | —    | —   | 55 % |
| Harvard-Harris | 19/01 | —   | —   | 28 % | 3 %  | —   | 7 % | —    | 1 % | 48 % |
| YouGov/Economist | 17/01 | —   | —   | 32 % | 4 %  | —   | 5 % | —    | —   | 44 % |
| YouGov/Yahoo | 16/01 | —   | 3 % | 36 % | 1 %  | —   | 5 % | —    | —   | 37 % |

### 2022
| Institut | Date  |          |          |       |       |       |       |
| Institut | Date  | Christie | DeSantis | Haley | Pence | Scott | Trump |
| --- | ----- | -------- | -------- | ----- | ----- | ----- | ----- |
| Cygnal | 14/12 | 1 %      | 35 %     | 4 %   | 7 %   | 1 %   | 40 %  |
| Harvard-Harris | 14/12 | —        | 25 %     | 4 %   | 6 %   | 1 %   | 48 %  |
| YouGov/Economist | 29/11 | —        | 30 %     | 3 %   | 8 %   | —     | 36 %  |
| Donald Trump annonce être candidat (22/11).                                                                            |       |          |          |       |       |       |       |
| Morning Consult | 20/11 | 0 %      | 30 %     | 2 %   | 7 %   | 0 %   | 45 %  |
| Emerson | 19/11 | —        | 25 %     | 3 %   | 8 %   | —     | 55 %  |
| Harvard-Harris | 17/11 | —        | 28 %     | 2 %   | 7 %   | 1 %   | 46 %  |
| Morning Consult | 14/11 | 0 %      | 33 %     | 1 %   | 5 %   | 0 %   | 47 %  |
| Élections de mi-mandat : les républicains prennent le contrôle de la Chambre des représentants des États-Unis (08/11). |       |          |          |       |       |       |       |
| Morning Consult | 31/10 | 1 %      | 24 %     | 3 %   | 9 %   | 0 %   | 49 %  |
| Harvard-Harris | 13/10 | —        | 17 %     | 2 %   | 7 %   | 1 %   | 55 %  |
| Siena/NY Times | 12/10 | —        | 26 %     | 3 %   | 6 %   | —     | 49 %  |
| Morning Consult | 18/09 | 1 %      | 19 %     | 2 %   | 8 %   | 1 %   | 52 %  |
| I&I/TIPP | 09/09 | 0 %      | 15 %     | 2 %   | 8 %   | 1 %   | 54 %  |
| Harvard-Harris | 08/09 | —        | 17 %     | 2 %   | 9 %   | 1 %   | 59 %  |
| Morning Consult | 21/08 | 1 %      | 18 %     | 3 %   | 8 %   | 1 %   | 57 %  |
| Morning Consult | 10/08 | 1 %      | 18 %     | 2 %   | 8 %   | 1 %   | 56 %  |
| I&I/TIPP | 04/08 | 2 %      | 17 %     | 1 %   | 10 %  | 0 %   | 53 %  |
| Harvard-Harris | 28/07 | —        | 19 %     | 5 %   | 7 %   | 1 %   | 52 %  |
| Suffolk | 25/07 | 1 %      | 34 %     | 3 %   | 7 %   | —     | 43 %  |
| Morning Consult | 17/07 | 0 %      | 23 %     | 2 %   | 7 %   | 1 %   | 53 %  |
| Morning Consult | 10/07 | 1 %      | 21 %     | 3 %   | 8 %   | 0 %   | 52 %  |
| Siena/NY Times | 07/07 | —        | 25 %     | 6 %   | 6 %   | —     | 49 %  |
| Harvard-Harris | 29/06 | —        | 16 %     | 4 %   | 7 %   | 2 %   | 56 %  |
| Emerson | 29/06 | —        | 20 %     | 3 %   | 9 %   | —     | 55 %  |
| Morning Consult | 26/06 | 1 %      | 23 %     | 2 %   | 8 %   | 0 %   | 51 %  |
| Morning Consult | 05/06 | 1 %      | 18 %     | 4 %   | 12 %  | 1 %   | 51 %  |
| Harvard-Harris | 19/05 | —        | 12 %     | 4 %   | 7 %   | 1 %   | 41 %  |
| I&I/TIPP | 22/04 | —        | 15 %     | 3 %   | 13 %  | 1 %   | 49 %  |
| Harvard-Harris | 21/04 | —        | 13 %     | 3 %   | 8 %   | 1 %   | 58 %  |
| Harvard-Harris | 24/03 | —        | 10 %     | 3 %   | 11 %  | 2 %   | 59 %  |
| Morning Consult | 21/03 | —        | 14 %     | 5 %   | 10 %  | 0 %   | 54 %  |
| Rasmussen Reports | 22/02 | —        | 20 %     | 3 %   | 5 %   | —     | 47 %  |
| Morning Consult | 23/01 | 1 %      | 14 %     | 2 %   | 13 %  | 1 %   | 49 %  |
| Harvard-Harris | 20/01 | —        | 12 %     | —     | 11 %  | —     | 57 %  |
| Reuters/Ipsos | 17/01 | 2 %      | 11 %     | 4 %   | 8 %   | —     | 54 %  |

### 2021
| Institut        | Date  |          |          |       |       |       |       |
| Institut        | Date  | Christie | DeSantis | Haley | Pence | Scott | Trump |
| --------------- | ----- | -------- | -------- | ----- | ----- | ----- | ----- |
| I&I/TIPP        | 04/12 | 1 %      | 11 %     | 3 %   | 9 %   | 1 %   | 60 %  |
| Harvard-Harris  | 02/12 | —        | 8 %      | 4 %   | 9 %   | 1 %   | 67 %  |
| Harvard-Harris  | 28/10 | —        | 10 %     | 6 %   | 9 %   | 3 %   | 47 %  |
| Morning Consult | 11/10 | —        | 12 %     | 3 %   | 12 %  | 1 %   | 47 %  |
| Harvard-Harris  | 16/09 | —        | 9 %      | 3 %   | 13 %  | 1 %   | 58 %  |
| Emerson         | 01/09 | —        | 10 %     | 7 %   | 6 %   | —     | 67 %  |
| Morning Consult | 17/05 | —        | 8 %      | 4 %   | 13 %  | 2 %   | 48 %  |
| Harvard-Harris  | 25/02 | —        | —        | 8 %   | 18 %  | 3 %   | 42 %  |
| Morning Consult | 15/02 | —        | —        | 6 %   | 12 %  | —     | 53 %  |
| Morning Consult | 11/01 | —        | —        | 5 %   | 16 %  | 1 %   | 42 %  |

### 2020
| Institut        | Date  |       |       |       |       |
| Institut        | Date  | Haley | Pence | Scott | Trump |
| --------------- | ----- | ----- | ----- | ----- | ----- |
| Morning Consult | 23/11 | 4 %   | 12 %  | 1 %   | 54 %  |